# Дмитриевка (Грибановский район)
Дмитриевка — село в Грибановском районе Воронежской области.
Входит в состав Калиновского сельского поселения.
В селе родился Герой Советского Союза Анатолий Фетисов.

## География

### Улицы
- ул. Бригадная,
- ул. Центральная.

## Население
| 1859 | 1897 | 2010 |
| ---- | ---- | ---- |
| 405  | ↗632 | ↘96  |